# Österfjärden (vid Jungfruskär, Houtskär)
För andra betydelser, se Österfjärden (olika betydelser).
Österfjärden är en fjärd i Finland. Den ligger i Houtskär i landskapet Egentliga Finland, i den sydvästra delen av landet, 210 km väster om huvudstaden Helsingfors.
Österfjärden avgränsas av Jungfruskär i väster, Sundbådan och Byttskäret i norr, Krämanskären i öster och Vällingshamn i söder. Den ansluter till Skiftet i nordväst.